# Heidelberger Landstraße 62
Die Villa in der Heidelberger Landstraße 61 ist ein Bauwerk in Darmstadt-Eberstadt.

## Geschichte und Beschreibung
Die Villa wurde in der Zeit vor dem Ersten Weltkrieg erbaut. Stilistisch gehört die Villa zum Neoklassizismus.
Typisch für diesen Baustil sind die symmetrische Anordnung der Fenster und der auf schlichten klassischen Säulen ruhende Balkon über dem Freisitz. Das Fassadendekor beschränkt sich auf mehrere kleine Reliefs an der Balkonbrüstung, auf die Baluster und die Sprossenfenster.
Zu dem Anwesen gehört auch die Einfriedung aus der Bauzeit. Das Zeltdach wurde neu gedeckt; die neuen Ziegel entsprechen nicht dem Original.

## Denkmalschutz
Die Villa ist ein typisches Beispiel für den neoklassizistischen Baustil in Darmstadt.
Die Villa ist aus architektonischen, baukünstlerischen und stadtgeschichtlichen Gründen ein Kulturdenkmal.